# Vlag van Hamme
De vlag van Hamme werd door de gemeenteraad op 5 juni 1978 officieel vastgesteld als de gemeentelijke vlag van de Oost-Vlaamse gemeente Hamme. Op 28 juli 1978 werd hij door het koninklijk besluit bevestigd en uiteindelijk gepubliceerd op 16 juni 1979 in het officiële Belgisch Staatsblad.
Officieel wordt de vlag beschreven als:
In wit twee liggende samengevlochten kepers van groen en blauw.
De twee liggende samengevlochten kepers symboliseren de twee deelgemeenten Hamme en Moerzeke. Groen komt van het voormalige wapen van Hamme, terwijl blauw de kleur is van het veld van het voormalige wapen van Moerzeke.

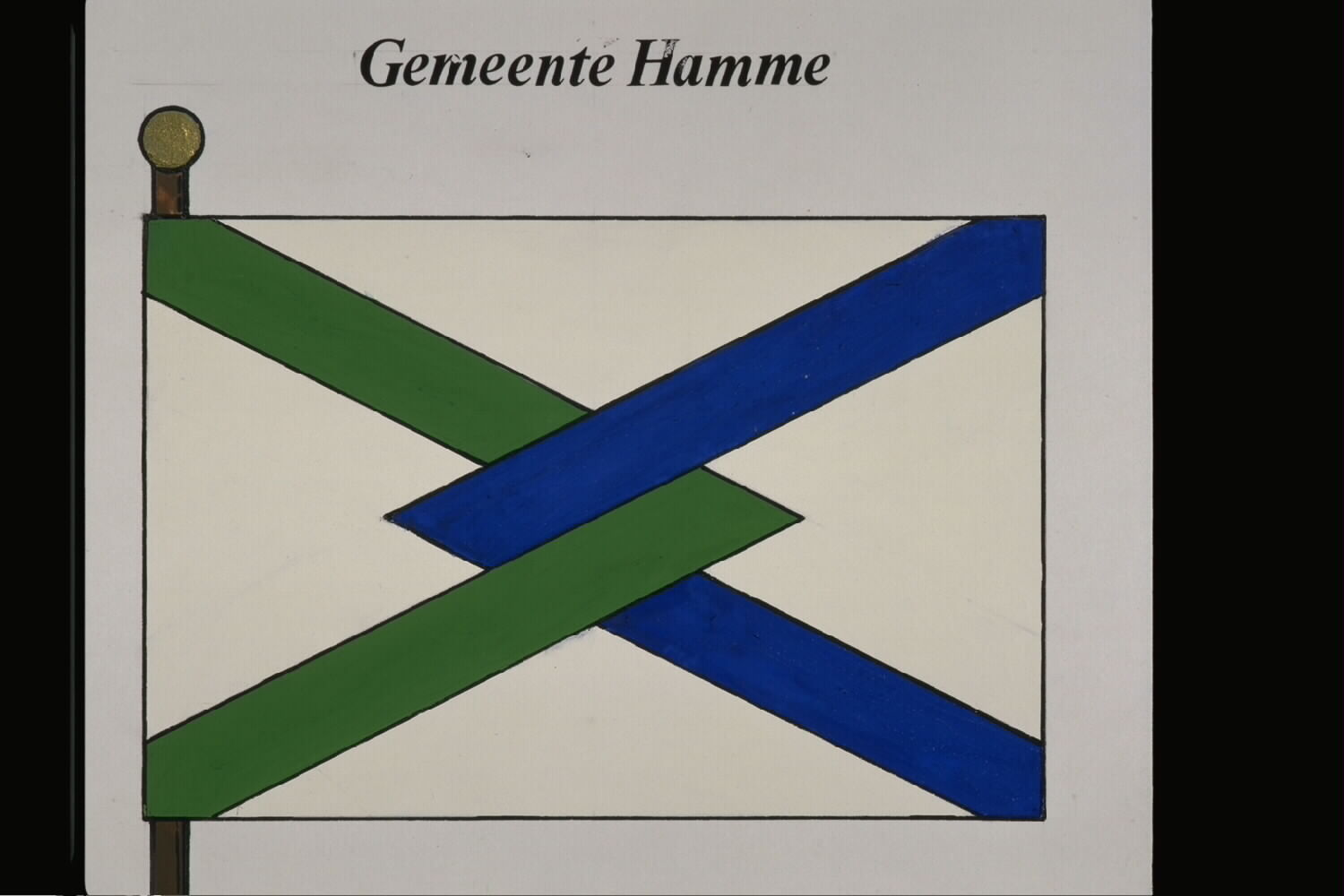
Officiële tekening van de vlag
Oude wapen van Hamme
Oude wapen van Moerzeke